# Język judeo-berberyjski
Język judeo-berberyjski – język należący do języków berberyjskich, jest to grupa dialektów, używanych dawniej przez Żydów w środkowym i południowym Maroku, a obecnie w Izraelu.
Te dialekty powstały z języków berberyjskich tamazight i tashelhiyt z dodatkiem zapożyczeń z języka hebrajskiego. Cechą charakterystyczną jest wymawianie berberyjskiego sz jak s.
Dialekty judeo-berberyjskie były używane we wspólnotach żydowskich: Tinrhir, Ouijjane, Asaka, Imini i Ait Bou Oulli, które mieszkały w regionie Wysokiego Atlasu (wśród Berberów Tamazight) oraz we wspólnotach Oufrane i Illigh (wśród Berberów Sous, mówiących tashelhiyt). W języku judeo-berberyjskim powstawała literatura religijna, zapisywana alfabetem hebrajskim, np.(Pesah i Haggadah). Język ten był wypierany od XIX w. przez język judeo-arabski.
Większość Żydów z Maroka wyjechała do Izraela w latach 1950, gdzie język judeo-berberyjski szybko był wypierany przez język hebrajski. W 1992 było jeszcze około 2000 osób w Izraelu, znających judeo-berberyjski. Jest to język wymierający.

## Fragment tekstu judeo-berberyjskiego
(manuskrypt Tinghir):
- יִכְדַמְן אַיְיִנַגָא יפּרעו גְמַצָר. יִשוֹפִגַג רבי נּג דְיְנָג שוֹפוֹש נִדְרע שוֹפוֹש  יִכיווֹאַנ
- (transliteracja): ixəddamn ay n-ga i pər3u g° maṣər.  i-ss-ufġ aġ əṛbbi ənnəġ dinnaġ s ufus ən ddr3, s ufus ikuwan.
- (tłumaczenie): byliśmy tylko sługami faraona w Egipcie. Nasz Bóg nas stamtąd wyprowadził potężnym ramieniem, silnym ramieniem.